# 國際釣魚運動總會
國際釣魚運動總會（Confédération Internationale de la Peche Sportive，CIPS）是一個成立於1952年，專門管轄國際釣魚運動事務的組織。目前，該組有91個成員國加盟，旗下的主要比賽為世界杯和各洲際賽事。它的總部設在意大利羅馬。

## 外部連結
- 官方網站 （页面存档备份，存于）